# Municipio de Woodbury (Dakota del Norte)
El municipio de Woodbury (en inglés: Woodbury Township) es un municipio ubicado en el condado de Stutsman en el estado estadounidense de Dakota del Norte. En el año 2010 tenía una población de 208 habitantes y una densidad poblacional de 2,3 personas por km².

## Geografía
El municipio de Woodbury se encuentra ubicado en las coordenadas 46°50′28″N 98°45′57″O / 46.84111, -98.76583. Según la Oficina del Censo de los Estados Unidos, el municipio tiene una superficie total de 90.24 km², de la cual 89,83 km² corresponden a tierra firme y (0,46 %) 0,42 km² es agua.

## Demografía
Según el censo de 2010, había 208 personas residiendo en el municipio de Woodbury. La densidad de población era de 2,3 hab./km². De los 208 habitantes, el municipio de Woodbury estaba compuesto por el 98,08 % blancos, el 0,48 % eran de otras razas y el 1,44 % eran de una mezcla de razas. Del total de la población el 0,48 % eran hispanos o latinos de cualquier raza.